# حسام حوراني
حسام حوراني هو لاعب كرة قدم سوري ، كندي يلعب كلاعب وسط. ولد في دمشق ، سوريا و توفى في العاصمة الكندية اتوا  في ٢٩،من أب عام ٢٠١٩

## روابط خارجية
- حسام حوراني على موقع الاتحاد الدولي (مؤرشف)  (الإنجليزية)